# ハオハオ
ハオハオ（ベトナム語: Hảo Hảo、漢字では「好々」）は、エースコックがベトナムで販売しているインスタントラーメン。

## 概要
2000年に販売され、エースコックベトナム社の売上の半数以上を占めている。
2016年からカップ麺タイプのハンディ ハオハオ（Handy Hảo Hảo）が販売されている。
2021年には、8月にアイルランドで欧州連合（EU）で流通する食品に使用が禁じられているエチレンオキシドが検出された。また、12月にはフランスに輸出したハオハオについて許容値を超える2-クロロエタノールが検出され、2022年1月末までに自主回収を完了する様にフランス政府に指示された。